# Farol da Ponta Norte
El Far de Ponta Norte o Farol de Reguinho Fiúra és un far situat al punt més al nord de l'Illa de Sal al Cap Verd nord-oriental, localitzat a prop l'àrea de Ponta Norte, Reguinho Fiúra i és de difícil accés. Aquesta part del nord està despoblada. Moltes parts han estat recentment despoblades a causa de les mines de sal i altres materials. El far és una columna d'acer moderna de cinc metres d'alçada.

## Història
El far original fou construït inicialment el 1897 amb una torre feta fora de ferro de 13 metres d'alt amb una secció per permetre la visió.
La segona construcció del far va ser el 1941, i actualment només en queden les ruïnes. Era una torre cilíndrica blanca feta fora amb un volum de forma de paral·lelepipèdic de 4x4 metres, fet amb maçoneria, i amb una alçada d'11 metres. Va ser construït utilitzant un va sistema patentat anomenat Murus que va inventar l'enginyer portuguès Raul Pires Ferreira Chaves.
Actualment el far està situat a 16 metres d'altitud i fa 5 metres d'altura i té un abast lluminós de 8 milles nàutiques.